# Travis Van Winkle
 (janvier 2010).
Si vous disposez d'ouvrages ou d'articles de référence ou si vous connaissez des sites web de qualité traitant du thème abordé ici, merci de compléter l'article en donnant les références utiles à sa vérifiabilité et en les liant à la section « Notes et références ».
Travis Van Winkle est un acteur américain né le 4 novembre 1982 à Victorville (Californie).
Il est révélé au grand public grâce à son interprétation du lieutenant Danny Green dans la série télévisée apocalyptique The Last Ship (2014-2018).

## Biographie
Travis Van Winkle est né le 4 novembre 1982 à Victorville (Californie). Ses parents sont Charles et Sally Van Winkle. Il a un frère et une sœur.

### Carrière
En 2014, il intègre le casting de la série de Hank Steinberg, The Last Ship (série télévisée américaine de science-fiction post-apocalyptique), aux côtés d'Eric Dane, Rhona Mitra, Adam Baldwin, Marissa Neitling en tant que personnage principal. Cette série suit l'équipage de l'USS Nathan James, un destroyer de l'United States Navy de classe Arleigh Burke qui découvre avec horreur qu'une épidémie a décimé la majeure partie de la population mondiale. 2018 marque la fin de The Last Ship à l’issue de la cinquième saison. La série, est basée sur le roman The Last Ship de William Brinkley (en) publiée en 1988.

### Vie privée
Il serait en couple avec l’actrice Jessica Kemejuk Blythe depuis le 7 mars 2016.
L'acteur Justin Baldoni, est son meilleur ami. Ensemble, ils se sont associés pour créer BellyBump, la nouvelle application "Three Men and a Baby App", qui "capture l'un des voyages les plus importants de votre vie à travers des vidéos accélérées de votre ventre qui grandit et de votre bébé qui grandit une fois né".

## Filmographie

### Cinéma

#### Longs métrages
- 2005 : Confession de Jonathan Meyers : Scott
- 2006 : Admis à tout prix (Accepted) de Steve Pink : Hoyt Ambrose
- 2007 : Transformers de Michael Bay : Trent DeMarco
- 2008 : Spartatouille (Meet the Spartans) de Jason Friedberg et Aaron Seltzer : Sonio
- 2008 : Asylum de David R. Ellis : Tommy
- 2009 : Vendredi 13 (Friday the 13th) de Marcus Nispel : Trent Sutton
- 2011 : 247°F de Levan Bakhia et Beqa Jguburia : Ian
- 2012 : Rites of Passage (Creepers) de W. Peter Iliff : Hart
- 2012 : Last Call de Greg Garthe : Danny
- 2012 : Bloodwork de Eric Wostenberg : Greg
- 2014 : Mantervention de Stuart Acher : Coke
- 2019 : Senior Love Triangle de Kelly Blatz : Spencer
- 2024 : Road House de Doug Liman : Dex

#### Courts métrages
- 2004 : Billy's Dad Is a Fudge-Packer ! de Jamie Donahue : Le petit ami
- 2011 : Intervention : Cinderella : Prince Charmant
- 2012 : Children of the Air de Damian Horan : Trey Thomas
- 2013 : Sexual Harassment Orientation de Jeremy Belanger et Brian Guest : John
- 2013 : Pulling the Goalie de David DeLuise : Chip
- 2014 : Fit to Be Tied de Bobby Bosko Grubic : Max
- 2016 : Trigger de Christopher Folkens : Josh
- 2019 : The Big Break de Philip Andelman : Josh
- 2019 : Is Someone There ? de Tim Garrick : Dr Mark Simmons

### Télévision

#### Séries télévisées
- 2004 : Newport Beach : Kyle Thompson
- 2004 : Phénomène Raven (That's So Raven) : Ben
- 2004 : Malcolm : Philip
- 2004 : Les Quintuplés (Quintuplets) : Hugo
- 2005 : Sept à la maison (7th Heaven) : Brian
- 2006 : Veronica Mars : Patrick Nickerson
- 2007 : Greek : Travis
- 2009 : 90210 Beverly Hills : Nouvelle Génération (90210) : Jamie
- 2010 : Los Angeles, police judiciaire (Law & Order : Los Angeles) : Colin Blakely
- 2011 : 2 Broke Girls : William
- 2011 : Happy Endings : Bo Bazinski
- 2012 : Raising Hope : Philip
- 2012 : Mon oncle Charlie (Two and a Half Men) : Dylan
- 2011 : Les Experts : Miami (CSI : Miami) : Mickey Quint
- 2012 : Squad 85 : Rusty
- 2012 : Dating Rules from My Future Self : Marc
- 2013 : Hart of Dixie : Jonah Breeland (5 épisodes)
- 2014 - 2018 : The Last Ship : Danny Green (56 épisodes)
- 2015 : Scorpion : Nathan Hall (1 épisode)
- 2019 : Instinct : Ryan Stock (11 épisodes)
- 2021 : You : Cary Conrad (8 épisodes)
- 2022 : Good Sam : Dr Eric Kace (4 épisodes)
- 2023 : FUBAR : Aldon

#### Téléfilms
- 2011 : Une star pour Noël (A Star for Christmas) de Michael Feifer : Jared
- 2015 : Un baby-sitting pour deux (Bound & Babysitting) de Savage Steve Holland : Alex Fornaye
- 2017 : Un Noël traditionnel (Christmas Getaway) de Mel Damski : Scott
- 2020 : Un vœu d'amour pour Noël (Project Christmas Wish) de Jeff Beesley : Lucas
- 2021 : Recherche fiancé pour Noël de Gary Yates : Adam Walters